# Фудбалски савез Малија
Фудбалски савез Малија (ФМФ) је највише фудбалско тело у Малију које ради на организовању националног првенства, купа и националног тима.
Фудбалски савез је основан 1960, а у Светску фудбалску федерацију ФИФА је примљен у 1962, а чланом КАФа Афричке фудбалске конфедерације постала је 1963.
Национална лига се игра од 1966. године. Најуспешнији клуб је Дјолиба АЦ са 18 титула. Куп се игра од 1961, а највише трофеја је освојио Стад Малиен.
Прва међународну утакмица национална репрезентација одиграла је 13. априла 1960. на Мадагаскару против репрезентације Центвралноафричке Рпублике (4:3). Утакмице игра на националном стадиону у Бамаку који прима 25.000 гледалаца.